# Провідник (гірнича техніка)

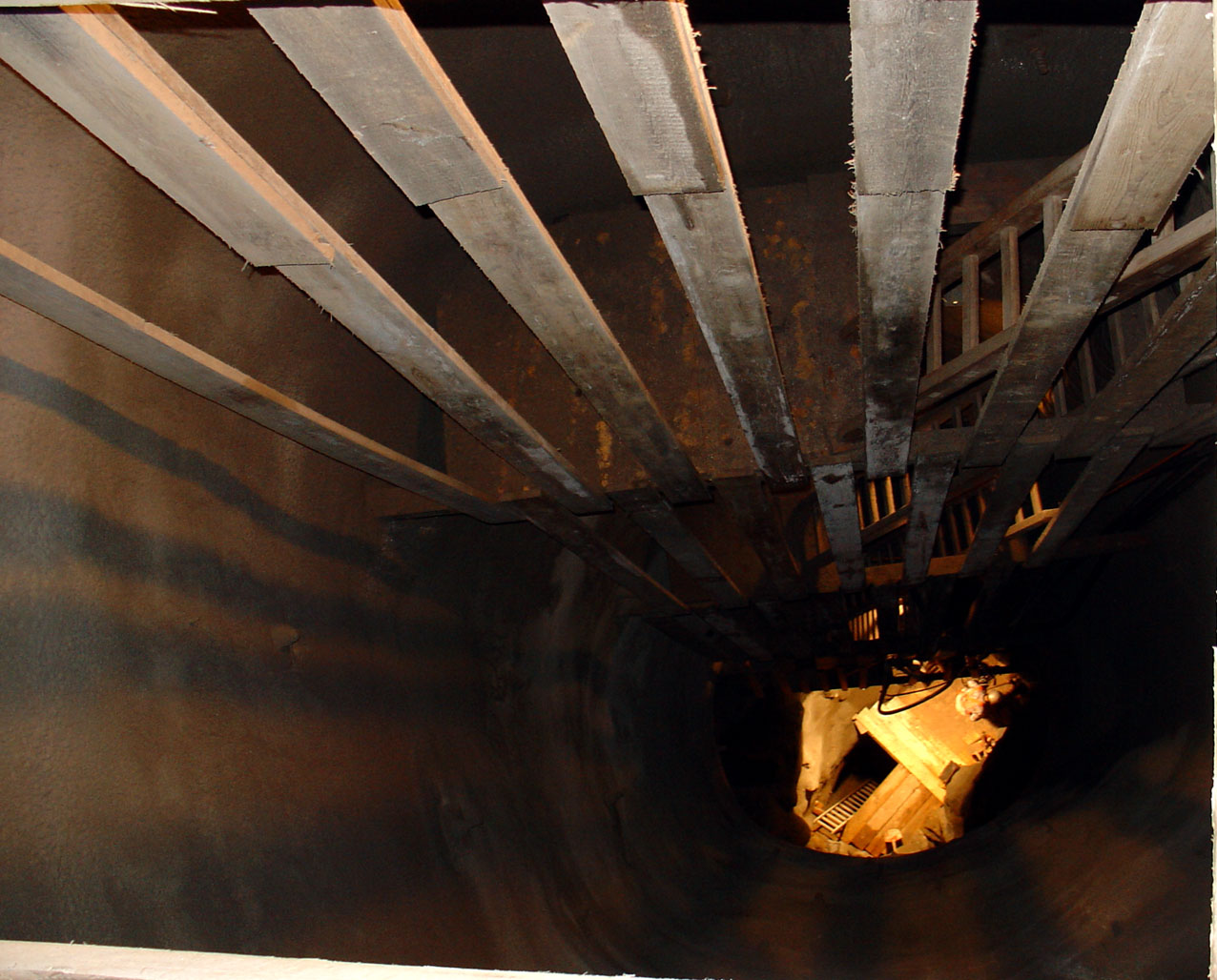
Вигляд шахтного стовбура.

Провідники шахтні (рос. проводники шахтные, англ. pit guides, нім. Schachtführungen f pl) — елементи армування ствола, по яких здійснюється переміщення піднімальної посудини.

## Загальний опис
У залежності від ступеня податливості провідників розрізняють жорсткі та еластичні армування. Як провідники еластичних армувань, використовують сталеві канати, жорстких — сортамент металопрокату (рейки, прямокутні пустотілі балки), а також дерев'яні бруси прямокутного перерізу. Канатні провідники натягуються по всій глибині ствола без проміжних опор, а жорсткі, зібрані з окремих ланок, періодично закріплюються на опорних елементах армування — розстрілах. В залежності від розташування відносно піднімальної посудини провідники можуть бути однобічні, двобічні, лобові, бокові. Провідники, розташовані на одному розстрілі і скріплені конструк-тивно загальним вузлом, називають парними. Ланка провідника між суміжними ярусами розстрілів — проліт провідника. В процесі експлуатації не допускається розширення або звуження колії провідників (під впливом гірничого тиску ширина колії може змінюватися, що може привести до заклинювання підйомних посудин).
Спочатку на неглибоких вугільних, калійних та соляних шахтах і копальнях застосовувалися тільки дерев'яні провідники, а потім із розвитком шахтного підйому почали застосувати рейкові, а пізніше — в 1950-ті роки — з поглибленням стовбурів понад 600 м і підвищенням вантажопідйомності підйомних посудин — коробчаті. Кріплення цих провідників здійснюють спеціальними затискними скобами Сол та Бріара (рейкові провідники) або прогінними з'єднинами (дерев'яні або металеві коробчаті).
Основною перевагою провідників жорсткого армування є те, що вони перешкоджають бічним зсувам і осьовим поворотам підйомних посудин під час їх руху по стовбуру. Це виключає можливість зіткнення посудин і їх торкання кріплення. Але велика металоємність, корозія металевих провідників, біологічне зношення дерев'яних провідників є значними недоліками.
Канати-провідники мають кінематичний зв'язок з підйомними посудинами за допомогою напрямних втулок ковзання. Ці провідники натягаються на всій глибині стовбура без проміжних опор. Провідники забезпечують плавний рух клітей. У шахтних стволах з канатним армуванням зменшений аеродинамічний опір руху повітряному потоку.
Коробчаті провідники застосовуються при підйомних посудинах всіх видів в поєднанні з роликовими напрямними з еластичною поверхнею кочення. При цьому окрім робочих роликових напрямних пристроїв на підйомній посудині обов'язково встановлюються безпосередньо на несучій конструкції відособлені запобіжні пристрої ковзання. Стики ланок провідників можуть розташовуватися як на ярусах армування, так і між ними. Коробчаті провідники експлуатують в стовбурах глибиною до 3500-4000 м копалень Південної Африканської Республіки.